# 乌如那鸟属
贝立佛特乌如那鸟（学名：Vorona berivotrensis，发音：/ˈvʊəruːnə/ VOOR-oo-nə，属名在马尔加什语中意为“鸟”，种加词意为“来自贝立佛特村的”）是种史前鸟类，化石发现于马达加斯加马哈赞加省贝立佛特村附近的一座采石场，出土于梅法拉诺组。化石时期可能为晚白垩世马斯特里赫特期（距今7210至6600万年）。该物种是从疑似属于单具个体的零散遗骸（UA 8651及FMNH PA715）中获知的。
乌如那鸟的亲缘关系很难确定，除遗骸破碎外，原因还在于其化石兼有原始特征和某些疑似非常进阶的特征。乌如那鸟可能是种原始的今鸟型类，但也有研究将其归入反鸟类。